# Paula Brancati
Paula Brancati (nacida el 6 de junio de 1989) es una actriz canadiense. Es más conocida por su trabajo en la televisión canadiense, incluidos papeles en Being Erica y Dark Oracle, y sobre todo por interpretar a Jane Vaughn en Degrassi: The Next Generation.

## Primeros años
Brancati nació en Thornhill, Ontario, Canadá. Asistió al programa regional de artes en St. Elizabeth Catholic High School, y estudió con CharActors Theatre Troupe.

## Carrera
Brancati ha protagonizado numerosas series de televisión, sobre todo como Jane Vaughn en Degrassi: The Next Generation  y Jenny Zalen en Being Erica.
Brancati es cofundadora de BrancSeater Productions y ha producido siete películas para la productora, incluyendo People Hold On.
Brancati tiene varios créditos teatrales y ha sido nominado a dos Dora Awards. En 2016, Brancati interpretó a Miss Honey en Matilda the Musical en Toronto.

## Filmografía

### Películas
| Año  | Título                     | Papel            | Notas        |
| ---- | -------------------------- | ---------------- | ------------ |
| 2003 | Cold Creek Manor           | Stephanie Pinski |              |
| 2011 | Moon Point                 | Kristin          |              |
| 2013 | Out                        | Karen            | Cortometraje |
| 2015 | People Hold On             | Robin            |              |
| 2016 | Nobody's Home              | Eden (voice)     |              |
| 2016 | Onto Us                    | Alana            | Cortometraje |
| 2016 | Sadie's Last Days on Earth | Connie Nichol    |              |
| 2019 | From the Vine              | Laura Gentile    |              |
| TBD  | John and Annie             | Annie            | Cortometraje |

### Televisión
| Año     | Título                        | Papel           | Notas                                                                       |
| ------- | ----------------------------- | --------------- | --------------------------------------------------------------------------- |
| 1999    | Ricky's Room                  | Tara            | Series de televisión                                                        |
| 2003    | Radio Free Roscoe             | Veronica        | "How to Lose a Girl", "Pig-malion"                                          |
| 2004    | Doc                           | Gena            | "No Pain, No Gain"                                                          |
| 2004    | Veritas: The Quest            | Young Hayley    | "Eternal"                                                                   |
| 2004    | Kevin Hill                    | Shelby Hacker   | "Love Don't Live Here Anymore"                                              |
| 2004-06 | Dark Oracle                   | Cally Stone     | Papel principal                                                             |
| 2005    | The Blobheads                 | Melissa         | Series de televisión                                                        |
| 2005    | Painkiller Jane               | Young Jane      | Película de televisión                                                      |
| 2006    | Cow Belles                    | Sarah Van Dyke  | Película de televisión                                                      |
| 2006    | Angela's Eyes                 | Natalie Young   | "Blue-Eyed Blues"                                                           |
| 2007    | Jump In!                      | Gina            | Película de televisión                                                      |
| 2007-09 | Degrassi: Minis               | Jane Vaughn     | Series de televisión                                                        |
| 2007-10 | Degrassi: The Next Generation | Jane Vaughn     | Papel regular                                                               |
| 2008    | Heartland                     | Kerry-Anne      | "Ghost from the Past"                                                       |
| 2009    | Life with Derek               | Vicki           | "Truman's Last Chance"                                                      |
| 2009    | The National Tree             | Katie           | Película de televisión                                                      |
| 2009-11 | Being Erica                   | Jenny Zalen     | Papel regular                                                               |
| 2010    | Degrassi Takes Manhattan      | Jane Vaughn     | Película de televisión                                                      |
| 2011    | Desperately Seeking Santa     | Marissa Marlet  | Película de televisión                                                      |
| 2012    | Call Me Fitz                  | Natalie         | "Semen Gate"                                                                |
| 2012    | Flashpoint                    | Carla           | "Forget Oblivion"                                                           |
| 2013    | Off2Kali Comedy               | Paula Brancati  | "Pick My Fake Indian Name!"                                                 |
| 2013    | Murdoch Mysteries             | Sophia Lucas    | "Twisted Sisters"                                                           |
| 2014    | The Good Witch's Wonder       | Ms. Bryson      | Película de televisión                                                      |
| 2016    | Slasher: The Executioner      | Jana Singer     | "Like as Fire Eateth Up and Burneth Wood"                                   |
| 2016    | What Would Sal Do?            | Celeste         | "Pilot", "The First Stone", "Fruit of the Womb"                             |
| 2017    | Slasher: Guilty Party         | Dawn Duguin     | Reparto principal                                                           |
| 2019    | Workin' Moms                  | Dana Brown      | "Business Boyz", "Stand for Something", "Daddy's Home", "Of Rights and Men" |
| 2019    | Slasher: Solstice             | Violet Dimashke | Papel recurrente                                                            |

## Premios y nominaciones
| Año  | Premio       | Categoría                                                   | Trabajo nominado              | Resultado |       |
| ---- | ------------ | ----------------------------------------------------------- | ----------------------------- | --------- | ----- |
| 2006 | Gemini Award | Mejor actuación en un programa o serie para niños o jóvenes | Dark Oracle                   | Nominada  | [ 4 ] |
| 2009 | Gemini Award | Mejor actuación en un programa o serie para niños o jóvenes | Degrassi: The Next Generation | Nominada  | [ 4 ] |